# Croton wissmannii
Croton wissmannii är en törelväxtart som beskrevs av Oskar Schwartz. Croton wissmannii ingår i släktet Croton och familjen törelväxter. Inga underarter finns listade i Catalogue of Life.